# 内務大臣 (日本)
内務大臣（ないむだいじん、Minister of Home Affairs）は、日本の旧内務省を指揮監督した国務大臣。通称は内相（ないしょう）。前身は内務卿（ないむきょう、Lords of Home Affairs）。

## 概説

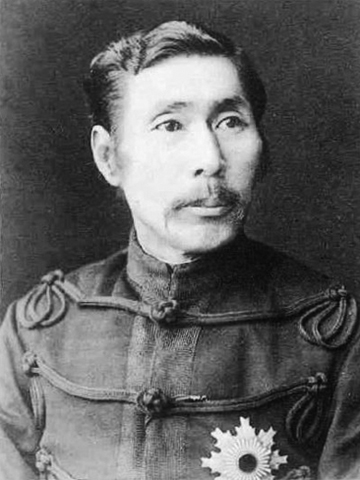
初代内務大臣　山県有朋

地方行財政・警察・土木・衛生・国家神道などを管掌した。内務大臣は、中央警察官庁の最高長官であり、全国配置された中央集権型の警察機構を率いていた。
内閣制度が成立するまでは、前身の内務卿が実質的な首相として機能していた。内閣が設けられて内務大臣となった以後も、第二次大戦敗戦後のGHQによる内務省の解体・廃止に至るまで、内閣総理大臣に次ぐ副総理格のポストとみなされていた。そのため、第15回衆議院議員総選挙に勝利し、清浦奎吾内閣を退陣に追い込んだ憲政党、政友会、革新倶楽部による加藤高明内閣（護憲三派内閣）の組閣時には、内務大臣ポストを巡って三党の争奪戦となり、組閣工作が難航する事態になった。調整役を務めた平田東助内大臣が当時政友会総裁であった高橋是清に対して「『内務』は政府の中心、『大蔵』は政策の中心であるから、是は加藤が選定する」と語り、最終的には内務大臣には憲政会の若槻礼次郎が就任することになった。
当時は内務省指揮下の警察が選挙干渉を行い、選挙時以外でも内務省は様々な国民生活についての裁量権を行使し、各政党の消長に直接関わっていた。そのため、どの政党が内務大臣ポストを握るかは各政党にとって死活問題であった。

## 歴代の内務大臣
- 以下表中、字体は混乱を避けるためすべて新字体に統一した。
- 「藩」は「藩閥」を、「軍」は「軍部」を、「官」は「官僚」を、「衆」は「衆議院」を、「貴」は「貴族院」を、「財」は「財界」を、「学」は「学術団体」を、それぞれ示す。
- 辞令のある再任は代として数え、辞令のない留任は数えない。辞令のある兼任はなるべく記載。
- 臨時代理は大臣を欠いたの場合のみ記載。

### 内務大臣
| 内務大臣（内務省官制（明治19年3月1日勅令第2号）） | 内務大臣（内務省官制（明治19年3月1日勅令第2号）） | 内務大臣（内務省官制（明治19年3月1日勅令第2号）） | 内務大臣（内務省官制（明治19年3月1日勅令第2号）） | 内務大臣（内務省官制（明治19年3月1日勅令第2号）） | 内務大臣（内務省官制（明治19年3月1日勅令第2号）） | 内務大臣（内務省官制（明治19年3月1日勅令第2号）） |
| 代                                                | 内務大臣                                          |                                                   | 内閣                                              | 就任日                                            | 出身母体                                          | 備考                                              |
| ------------------------------------------------- | ------------------------------------------------- | ------------------------------------------------- | ------------------------------------------------- | ------------------------------------------------- | ------------------------------------------------- | ------------------------------------------------- |
| 01                                                | 山縣有朋                                          |                                                   | 第1次伊藤内閣                                     | 1885年（明治18年）12月22日                        | 藩-長州閥                                         |                                                   |
| 01                                                | 山縣有朋                                          | 黒田内閣                                          | 1888年（明治21年）4月30日                         | 藩-長州閥、軍-陸軍中将                            | 1888年11月19日欧州査察被仰付                      |                                                   |
| 01                                                | 山縣有朋                                          | 三条暫定内閣                                      | 1888年（明治21年）4月30日                         | 藩-長州閥、軍-陸軍中将                            | 1888年11月19日欧州査察被仰付                      |                                                   |
| 0-                                                | 松方正義                                          |                                                   | 1888年（明治21年）12月4日                         | 藩-薩摩閥、伯爵                                   | 大蔵大臣による兼任                                |                                                   |
| 01                                                | 山縣有朋                                          |                                                   | 第1次山縣内閣                                     | 1889年（明治22年）12月24日                        | 藩-長州閥、軍-陸軍中将                            | 内閣総理大臣による兼任                            |
| 02                                                | 西郷従道                                          |                                                   | 第1次山縣内閣                                     | 1890年（明治23年）5月17日                         | 藩-薩摩閥、軍-陸軍中将                            |                                                   |
| 02                                                | 西郷従道                                          | 第1次松方内閣                                     | 1891年（明治24年）5月6日                          | 藩-薩摩閥、軍-陸軍中将                            |                                                   |                                                   |
| 03                                                | 品川弥二郎                                        | 第1次松方内閣                                     |                                                   | 1891年（明治24年）6月1日                          | 藩-長州閥                                         |                                                   |
| 04                                                | 副島種臣                                          | 第1次松方内閣                                     |                                                   | 1892年（明治25年）3月11日                         | 藩-佐賀閥                                         |                                                   |
| 05                                                | 松方正義                                          | 第1次松方内閣                                     |                                                   | 1892年（明治25年）6月8日                          | 藩-薩摩閥                                         | 内閣総理大臣による兼任                            |
| 06                                                | 河野敏鎌                                          | 第1次松方内閣                                     |                                                   | 1892年（明治25年）7月14日                         | 藩-土佐閥                                         |                                                   |
| 07                                                | 井上馨                                            |                                                   | 第2次伊藤内閣                                     | 1892年（明治25年）8月8日                          | 藩-長州閥                                         |                                                   |
| 08                                                | 野村靖                                            |                                                   | 第2次伊藤内閣                                     | 1894年（明治27年）10月15日                        | 藩-長州閥                                         |                                                   |
| 09                                                | 芳川顕正                                          |                                                   | 第2次伊藤内閣                                     | 1896年（明治29年）2月3日                          | 官-山縣系官僚                                     |                                                   |
| 10                                                | 板垣退助                                          |                                                   | 第2次伊藤内閣                                     | 1896年（明治29年）4月14日                         | 藩-土佐閥                                         |                                                   |
| 10                                                | 板垣退助                                          | 第2次松方内閣                                     | 1896年（明治29年）9月18日                         | 藩-土佐閥、衆-自由党                              |                                                   |                                                   |
| 11                                                | 樺山資紀                                          | 第2次松方内閣                                     |                                                   | 1896年（明治29年）9月20日                         | 藩-薩摩閥、軍-海軍大将                            |                                                   |
| 12                                                | 芳川顕正                                          |                                                   | 第3次伊藤内閣                                     | 1898年（明治31年）1月12日                         | 官-山縣系官僚                                     |                                                   |
| 13                                                | 板垣退助                                          |                                                   | 第1次大隈内閣                                     | 1898年（明治31年）6月30日                         | 藩-土佐閥、衆-憲政党                              |                                                   |
| 14                                                | 西郷従道                                          |                                                   | 第2次山県内閣                                     | 1898年（明治31年）11月8日                         | 藩-薩摩閥、軍-海軍大将                            |                                                   |
| 15                                                | 末松謙澄                                          |                                                   | 第4次伊藤内閣                                     | 1900年（明治33年）10月19日                        | 官-伊藤系官僚                                     |                                                   |
| 16                                                | 内海忠勝                                          |                                                   | 第1次桂内閣                                       | 1901年（明治34年）6月2日                          | 藩-長州閥、官-山縣系官僚                          |                                                   |
| 17                                                | 児玉源太郎                                        |                                                   | 第1次桂内閣                                       | 1903年（明治36年）7月15日                         | 藩-長州閥、軍-陸軍中将                            |                                                   |
| 18                                                | 桂太郎                                            |                                                   | 第1次桂内閣                                       | 1903年（明治36年）10月12日                        | 藩-長州閥、軍-陸軍大将                            | 内閣総理大臣による兼任                            |
| 19                                                | 芳川顕正                                          |                                                   | 第1次桂内閣                                       | 1904年（明治37年）2月20日                         | 官-山県系官僚                                     |                                                   |
| 20                                                | 清浦奎吾                                          |                                                   | 第1次桂内閣                                       | 1905年（明治38年）9月16日                         | 官-山縣系官僚                                     |                                                   |
| 21                                                | 原敬                                              |                                                   | 第1次西園寺内閣                                   | 1906年（明治39年）1月7日                          | 衆-立憲政友会                                     |                                                   |
| 22                                                | 平田東助                                          |                                                   | 第2次桂内閣                                       | 1908年（明治41年）7月14日                         | 官-山縣系官僚                                     |                                                   |
| 23                                                | 原敬                                              |                                                   | 第2次西園寺内閣                                   | 1911年（明治44年）8月30日                         | 衆-立憲政友会                                     |                                                   |
| 24                                                | 大浦兼武                                          |                                                   | 第3次桂内閣                                       | 1912年（大正元年）12月21日                        | 藩-薩摩閥、官-山縣系官僚                          |                                                   |
| 25                                                | 原敬                                              |                                                   | 第1次山本内閣                                     | 1913年（大正2年）2月20日                          | 衆-立憲政友会                                     |                                                   |
| 26                                                | 大隈重信                                          |                                                   | 第2次大隈内閣                                     | 1914年（大正3年）4月16日                          | 藩-佐賀閥、学-早稲田大学                          | 内閣総理大臣による兼任                            |
| 27                                                | 大浦兼武                                          |                                                   | 第2次大隈内閣                                     | 1915年（大正4年）1月7日                           | 藩-薩摩閥、官-山縣系官僚                          |                                                   |
| 28                                                | 大隈重信                                          |                                                   | 第2次大隈内閣                                     | 1915年（大正4年）7月30日                          | 藩-佐賀閥、学-早稲田大学                          | 内閣総理大臣による兼任                            |
| 29                                                | 一木喜徳郎                                        |                                                   | 第2次大隈内閣                                     | 1915年（大正4年）8月10日                          | 学-帝国学士院                                     |                                                   |
| 30                                                | 後藤新平                                          |                                                   | 寺内内閣                                          | 1916年（大正5年）10月9日                          | 官-山縣系官僚                                     |                                                   |
| 31                                                | 水野錬太郎                                        |                                                   | 寺内内閣                                          | 1918年（大正7年）4月23日                          | 官-内務省                                         |                                                   |
| 32                                                | 床次竹二郎                                        |                                                   | 原内閣                                            | 1918年（大正7年）9月29日                          | 衆-立憲政友会、官-内務省                          |                                                   |
| 32                                                | 床次竹二郎                                        | 高橋内閣                                          | 1921年（大正10年）11月13日                        | 衆-立憲政友会、官-内務省                          |                                                   |                                                   |
| 33                                                | 水野錬太郎                                        |                                                   | 加藤友三郎内閣                                    | 1922年（大正11年）6月12日                         | 官-内務省                                         |                                                   |
| 34                                                | 後藤新平                                          |                                                   | 第2次山本内閣                                     | 1923年（大正12年）9月2日                          | 官-山縣系官僚                                     |                                                   |
| 35                                                | 水野錬太郎                                        |                                                   | 清浦内閣                                          | 1924年（大正13年）1月7日                          | 官-内務省                                         |                                                   |
| 36                                                | 若槻禮次郎                                        |                                                   | 加藤高明護憲三派内閣                              | 1924年（大正13年）6月11日                         | 衆-憲政会                                         |                                                   |
| 36                                                | 若槻禮次郎                                        | 加藤高明憲政会内閣                                |                                                   | 1924年（大正13年）6月11日                         | 衆-憲政会                                         |                                                   |
| 36                                                | 若槻禮次郎                                        | 第1次若槻内閣                                     | 1926年（大正15年）1月30日                         | 貴-同和会（衆-憲政会）、官-大蔵省                 | 内閣総理大臣による兼任                            |                                                   |
| 37                                                | 濱口雄幸                                          | 第1次若槻内閣                                     |                                                   | 1926年（大正15年）6月3日                          | 衆-憲政会、官-大蔵省                              |                                                   |
| 38                                                | 鈴木喜三郎                                        |                                                   | 田中義一内閣                                      | 1927年（昭和2年）4月20日                          | 衆-立憲政友会、官-司法省                          |                                                   |
| 39                                                | 田中義一                                          |                                                   | 田中義一内閣                                      | 1928年（昭和3年）5月4日                           | 貴-無会派（衆-立憲政友会）、軍-退役陸軍大将       | 内閣総理大臣による兼任                            |
| 40                                                | 望月圭介                                          |                                                   | 田中義一内閣                                      | 1928年（昭和3年）5月23日                          | 衆-立憲政友会                                     |                                                   |
| 41                                                | 安達謙蔵                                          |                                                   | 濱口内閣                                          | 1929年（昭和4年）7月2日                           | 衆-立憲民政党                                     |                                                   |
| 41                                                | 安達謙蔵                                          | 第2次若槻内閣                                     | 1931年（昭和6年）4月14日                          | 衆-立憲民政党                                     |                                                   |                                                   |
| 42                                                | 中橋徳五郎                                        |                                                   | 犬養内閣                                          | 1931年（昭和6年）12月13日                         | 衆-立憲政友会、財-大阪商船                        |                                                   |
| 43                                                | 犬養毅                                            |                                                   | 犬養内閣                                          | 1932年（昭和7年）3月16日                          | 衆-立憲政友会                                     | 内閣総理大臣による兼任                            |
| 44                                                | 鈴木喜三郎                                        |                                                   | 犬養内閣                                          | 1932年（昭和7年）3月25日                          | 衆-立憲政友会、官-司法省                          |                                                   |
| 45                                                | 山本達雄                                          |                                                   | 齋藤内閣                                          | 1932年（昭和7年）5月26日                          | 衆-立憲民政党、財-日本銀行                        |                                                   |
| 46                                                | 後藤文夫                                          |                                                   | 岡田内閣                                          | 1934年（昭和9年）7月8日                           | 貴-研究会、官-内務省                              |                                                   |
| 47                                                | 潮恵之輔                                          |                                                   | 廣田内閣                                          | 1936年（昭和11年）3月9日                          | 貴-研究会、官-内務省                              |                                                   |
| 48                                                | 河原田稼吉                                        |                                                   | 林内閣                                            | 1937年（昭和12年）2月2日                          | 貴-研究会、官-内務省                              |                                                   |
| 49                                                | 馬場鍈一                                          |                                                   | 第1次近衛内閣                                     | 1937年（昭和12年）6月4日                          | 貴-研究会、官-大蔵省                              |                                                   |
| 50                                                | 末次信正                                          |                                                   | 第1次近衛内閣                                     | 1937年（昭和12年）12月14日                        | 軍-予備役海軍大将（艦隊派）                       |                                                   |
| 51                                                | 木戸幸一                                          |                                                   | 平沼内閣                                          | 1939年（昭和14年）1月5日                          | 貴-火曜会、官-商工省                              |                                                   |
| 52                                                | 小原直                                            |                                                   | 阿部内閣                                          | 1939年（昭和14年）8月30日                         | 官-司法省                                         |                                                   |
| 53                                                | 児玉秀雄                                          |                                                   | 米内内閣                                          | 1940年（昭和15年）1月15日                         | 貴-研究会、官-大蔵省                              |                                                   |
| 54                                                | 安井英二                                          |                                                   | 第2次近衛内閣                                     | 1940年（昭和15年）7月22日                         | 貴-無所属倶楽部、官-内務省                        |                                                   |
| 55                                                | 平沼騏一郎                                        |                                                   | 第2次近衛内閣                                     | 1940年（昭和15年）12月21日                        | 枢密院、官-司法省                                 |                                                   |
| 56                                                | 田辺治通                                          |                                                   | 第3次近衛内閣                                     | 1941年（昭和16年）7月18日                         | 貴-無所属倶楽部、官-逓信省                        |                                                   |
| 57                                                | 東条英機                                          |                                                   | 東条内閣                                          | 1941年（昭和16年）10月18日                        | 軍-陸軍中将（統制派）                             | 内閣総理大臣による兼任                            |
| 58                                                | 湯沢三千男                                        |                                                   | 東条内閣                                          | 1942年（昭和17年）2月17日                         | 官-内務省                                         |                                                   |
| 59                                                | 安藤紀三郎                                        |                                                   | 東条内閣                                          | 1943年（昭和18年）4月20日                         | 軍-予備役陸軍中将                                 |                                                   |
| 60                                                | 大達茂雄                                          |                                                   | 小磯内閣                                          | 1944年（昭和19年）7月22日                         | 官-内務省                                         |                                                   |
| 61                                                | 安倍源基                                          |                                                   | 鈴木貫太郎内閣                                    | 1945年（昭和20年）4月7日                          | 官-内務省                                         |                                                   |
| 62                                                | 山崎巌                                            |                                                   | 東久邇宮内閣                                      | 1945年（昭和20年）8月17日                         | 官-内務省                                         |                                                   |
| 63                                                | 堀切善次郎                                        |                                                   | 幣原内閣                                          | 1945年（昭和20年）10月9日                         | 貴-研究会、官-内務省                              |                                                   |
| 64                                                | 三土忠造                                          |                                                   | 幣原内閣                                          | 1946年（昭和21年）1月13日                         | 衆-旧立憲政友会正統派                             |                                                   |
| 65                                                | 大村清一                                          |                                                   | 第1次吉田内閣                                     | 1946年（昭和21年）4月22日                         | 官-内務省                                         |                                                   |
| 66                                                | 植原悦二郎                                        |                                                   | 第1次吉田内閣                                     | 1947年（昭和22年）1月31日                         | 衆-自由党                                         |                                                   |
| -                                                 | 片山哲                                            |                                                   | 片山内閣                                          | 1947年（昭和22年）5月24日                         | 衆-日本社会党                                     | 内閣総理大臣による臨時代理                        |
| 67                                                | 木村小左衛門                                      |                                                   | 片山内閣                                          | 1947年（昭和22年）6月1日                          | 衆-民主党                                         |                                                   |
|                                                   |                                                   |                                                   |                                                   | 1947年（昭和22年）12月31日                        | 内務大臣廃止                                      | 内務大臣廃止                                      |

太字.......総理大臣経験者